# 실랑

실랑의 위치

실랑(타갈로그어: Silang) 또는 공식명칭 실랑 지자체(타갈로그어: Bayan ng Silang)는 필리핀 카비테주의 1급 지자체이다. 2015년 인구조사에 따르면 인구는 248,085명이다.
실랑은 카비테주의 동쪽에 위치해 있다. 필리핀 경찰학교, PDEA 아카데미, 국제농촌재건연구소 본사가 있는 곳이다.
마닐라 메트로의 계속적인 확장됨에 따라, 이 지자체는 현재 리파시티(Lipa City)를 향해 남쪽으로 뻗어있는 마닐라 교외지역의 일부가 되었다.

## 인구
| 연도                                    | 인구    | ±% p.a. |
| --------------------------------------- | ------- | ------- |
| 1903                                    | 5,671   | —       |
| 1918                                    | 9,256   | +3.32%  |
| 1939                                    | 18,909  | +3.46%  |
| 1948                                    | 20,292  | +0.79%  |
| 1960                                    | 28,631  | +2.91%  |
| 1970                                    | 38,999  | +3.13%  |
| 1975                                    | 44,809  | +2.82%  |
| 1980                                    | 52,321  | +3.15%  |
| 1990                                    | 93,790  | +6.01%  |
| 1995                                    | 124,062 | +5.38%  |
| 2000                                    | 156,137 | +5.05%  |
| 2007                                    | 199,825 | +3.46%  |
| 2010                                    | 213,490 | +2.44%  |
| 2015                                    | 248,085 | +2.90%  |
| 2020                                    | 295,644 | +3.51%  |
| Source: Philippine Statistics Authority |         |         |

2015년 인구조사에서 실랑의 인구는 24만 8085명으로 km2당 1200명, 평방마일(per square mile)당 3100명의 인구밀도를 보이고 있다.

### 종교
실랑의 대다수의 사람들은 로마 가톨릭 신자, 개신교 신자, 독립 기독교 단체 회원들로 구성된 기독교 신앙의 신자들이다. 기독교 인구의 대부분은 로마 카톨릭 신자로 이루어져 있다.
이 도시의 다른 기독교 단체들로는 주류 개신교 신자, 모르몬교 신자 모임, 그리고 다른 교회들도 이 마을에 있다.
다른 지방에서 이주하는 사람들이 유입되면서, 다른 비기독교적인 종교들, 특히 이슬람교가 이 도시에서 행해지고 있다.

## 경제

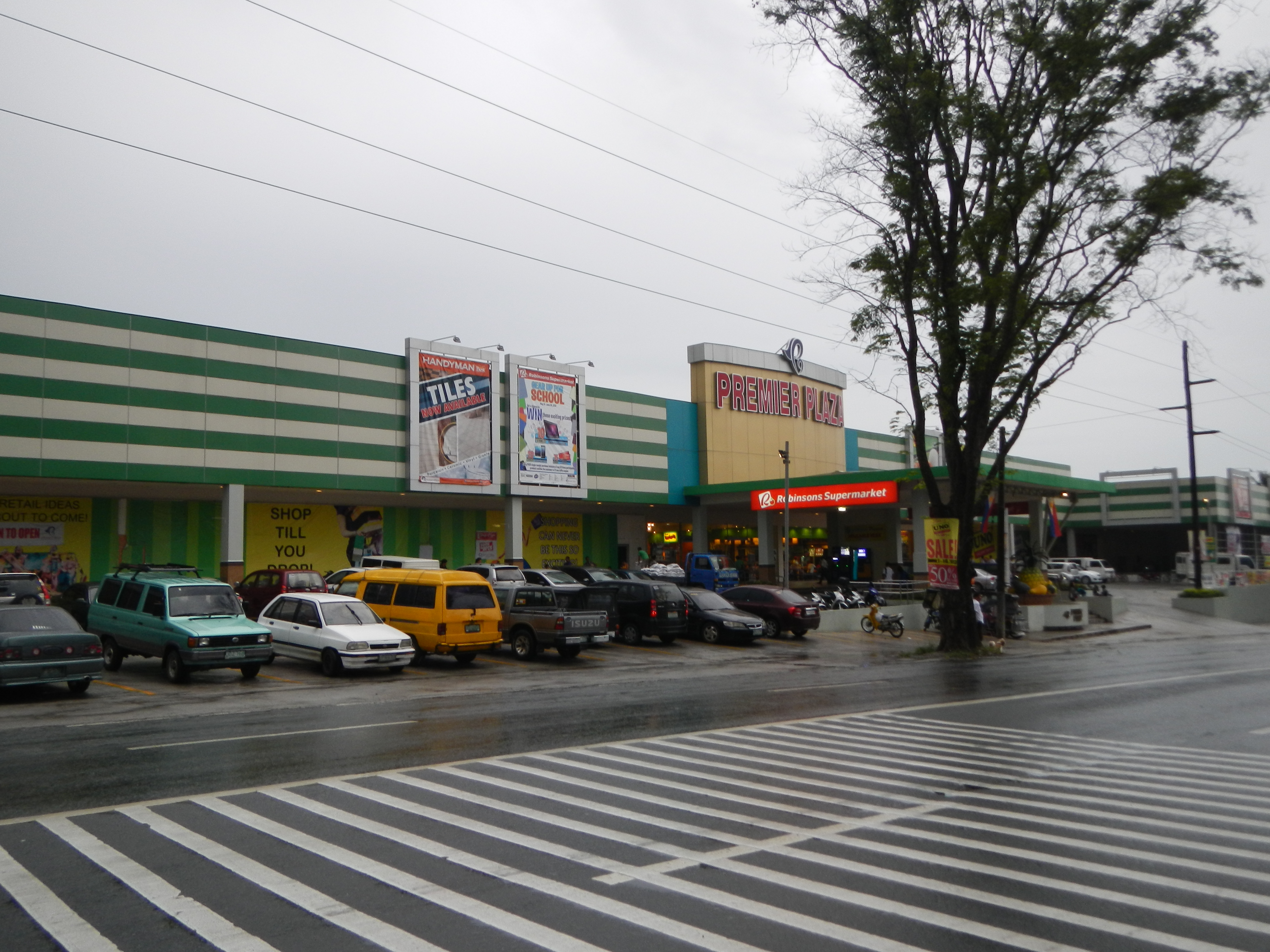
프리미어 플라자 몰

실랑은 카비테주의 대부분의 도시와 마찬가지로 주로 농업 경제에 의존하고 있다. 이 지역에서 재배되는 주요 작물은 코코넛, 커피, 옥수수, 바나나, 파인애플, 망고, 란소네스(lansones), 카이미토(caimito), 산톨(santol), 잭프루트, 구아바, 아보카도와 같은 작물이다. 비옥한 토양과 풍부한 수원으로 인해 일반 상업 작물뿐만 아니라 고부가가치의 이국적인 작물 생산에도 적합하게 만든다. 대부분의 지역 농민들은 토지 생산성을 높이고 토양 침식을 줄이기 위해 간작을 한다. 과일 생산은 시 인구의 수요를 초과하기 때문에, 공급 초과분은 메트로 마닐라 및 인접 도시 중심지에 판매된다. 몇몇 가금류 농장과 돼지 농장도 시골 바랑가이에 위치하고 있다.
제조와 무역은 실랑의 다른 주요 수입원이다. 마닐라에 본사를 둔 외국인 투자자들의 유입으로 무역과 투자가 엄청나게 증가했다. 1996~2004년 총 투자액은 약 25억 페소로 추정돼 3000여 명의 고용을 창출했다. 2004년 진전 속도가 둔화됐음에도 불구하고, 토지 가치는 여전히 급등해 투자자들이 침투하여 사업을 시작할 수 있게 됐다. 투자 추세로 인해 프라임 부동산 가격은 평방미터당 3,000 페소에서 15,000 페소로, 내부 바랑가이에는 평방미터당 150페소에서 500페소로 인상되었다. 실랑의 무역 시설에는 주유소, 편의점, 목재/하드웨어 무역업자, 식료품점, 리조트, 호텔 등이 있다.
실랑 공영시장의 건어물 코너는 현재 228개의 노점을 수용할 수 있다.
실랑에는 수출가공지역 밖에서 영업하는 총 10개 공장 외에 마구얌(Maguyam) 공업단지와 다이치(Daichi) 공업단지가 입주해 있다.

## 교통
실랑은 버스 또는 지프니(Jeepney)를 통해 육로로 오갈 수 있다. 마닐라에서 마을까지 약 2시간 소요된다. 라구나(Laguna)와 바탕가스(Batangas)를 오가는 주요 도로망을 가로 지르며, 교통량과 오염 문제가 없는 환경을 즐기면서 잠재적인 농산물의 거래 중심지로 형성된다. 통근자들은 약 187.83 km의 양호한 도로망으로 시 경계 내에서 원활한 이동을 보장받는다. 1996년에 6개의 주요 도로 프로젝트가 완성되었다. 각각 불리한(Bulihan) 재정착 지역 도로, 8 km의 카옹-마구얌 도로(Kaong-Maguyam Road), 아기날도 하이웨이(Aguinaldo Highway)와 실랑 공공시장을 연결하는 카라만자나 드라이브(Caramanzana Drive), 2km의 사부탄-이바 도로(Sabutan-Iba Road), DPWH가 지원한 산타로사-실랑-타가이 도로(Sta. Rosa-Silang-Tagaytay Road), 말라바그 도로(Malabag Road)가 있다.

## 기후
| Silang, Cavite의 기후    | Silang, Cavite의 기후 | Silang, Cavite의 기후 | Silang, Cavite의 기후 | Silang, Cavite의 기후 | Silang, Cavite의 기후 | Silang, Cavite의 기후 | Silang, Cavite의 기후 | Silang, Cavite의 기후 | Silang, Cavite의 기후 | Silang, Cavite의 기후 | Silang, Cavite의 기후 | Silang, Cavite의 기후 | Silang, Cavite의 기후 |
| 월                       | 1월                   | 2월                   | 3월                   | 4월                   | 5월                   | 6월                   | 7월                   | 8월                   | 9월                   | 10월                  | 11월                  | 12월                  | 연간                  |
| ------------------------ | --------------------- | --------------------- | --------------------- | --------------------- | --------------------- | --------------------- | --------------------- | --------------------- | --------------------- | --------------------- | --------------------- | --------------------- | --------------------- |
| 일평균 최고 기온 °C (°F) | 27 (81)               | 28 (82)               | 30 (86)               | 32 (90)               | 30 (86)               | 29 (84)               | 27 (81)               | 27 (81)               | 27 (81)               | 28 (82)               | 28 (82)               | 27 (81)               | 28 (83)               |
| 일평균 최저 기온 °C (°F) | 18 (64)               | 18 (64)               | 19 (66)               | 20 (68)               | 22 (72)               | 22 (72)               | 22 (72)               | 22 (72)               | 22 (72)               | 21 (70)               | 20 (68)               | 19 (66)               | 20 (69)               |
| 평균 강수량 mm (인치)    | 10 (0.4)              | 10 (0.4)              | 12 (0.5)              | 27 (1.1)              | 94 (3.7)              | 153 (6.0)             | 206 (8.1)             | 190 (7.5)             | 179 (7.0)             | 120 (4.7)             | 54 (2.1)              | 39 (1.5)              | 1,094 (43)            |
| 평균 강우일수            | 5.2                   | 4.5                   | 6.4                   | 9.2                   | 19.7                  | 24.3                  | 26.9                  | 25.7                  | 24.4                  | 21.0                  | 12.9                  | 9.1                   | 189.3                 |
| 출처: Meteoblue          |                       |                       |                       |                       |                       |                       |                       |                       |                       |                       |                       |                       |                       |

## 랜드마크

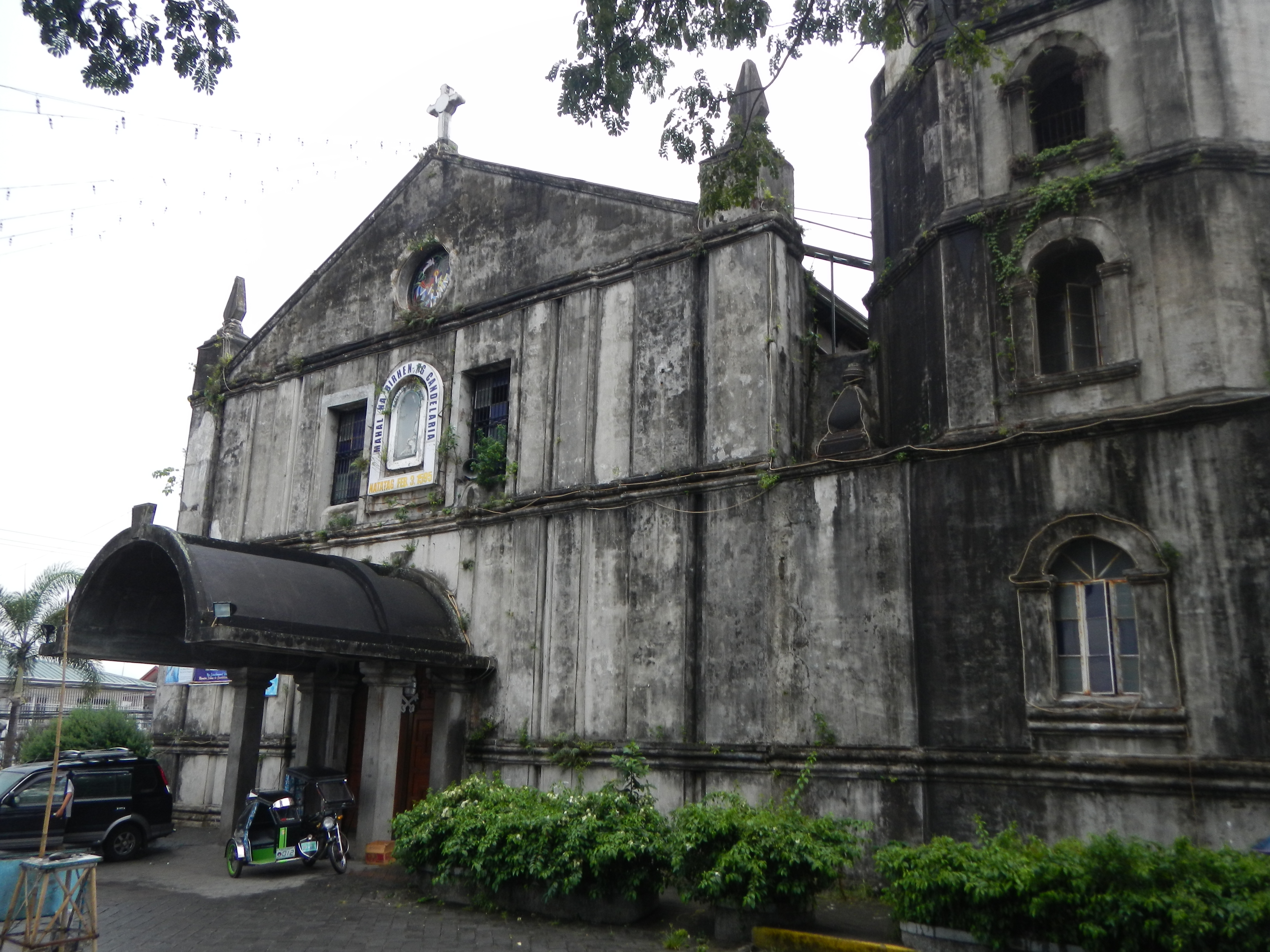
칸델라리아 성모 교구 교회

- 루쉰 자연 교량(Lucsuhin Natural Bridge) 또는 카박 동굴(Cabag Caves)
- 칸델라리아 성모 교구 실랑 교회(Our Lady of Candelaria Parish Church of Silang)

## 사진첩

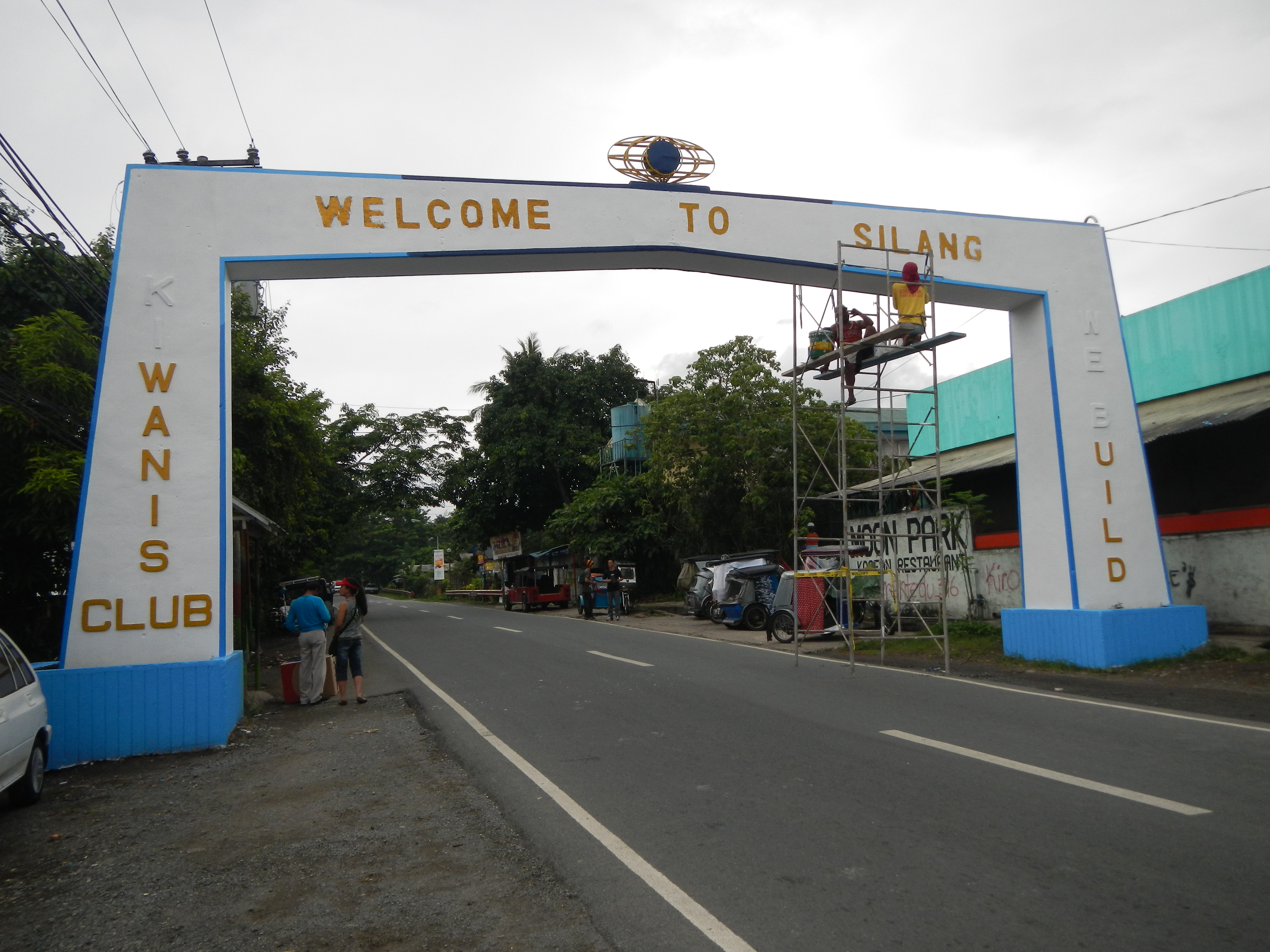
환영 아치
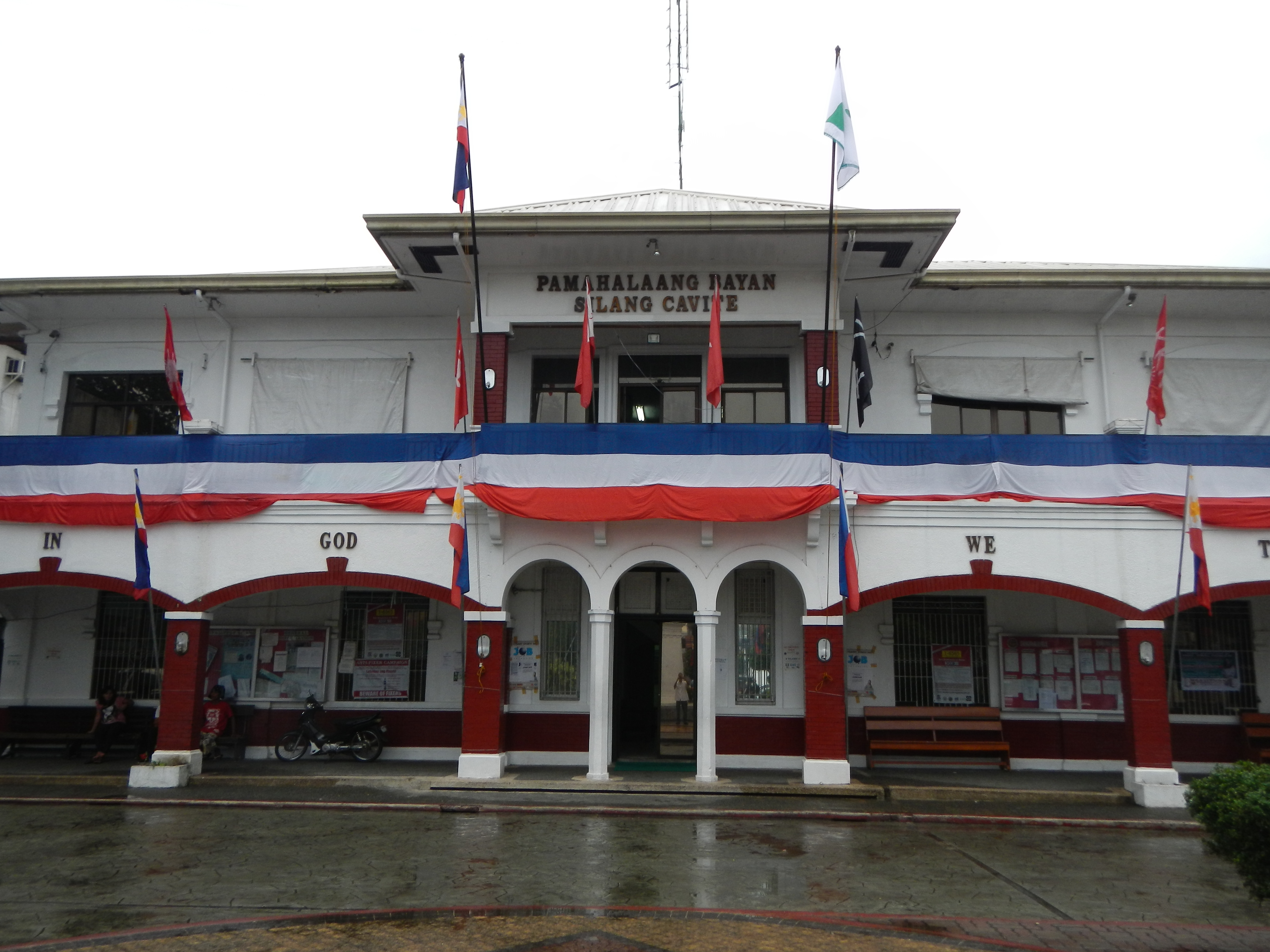
타운홀 정면
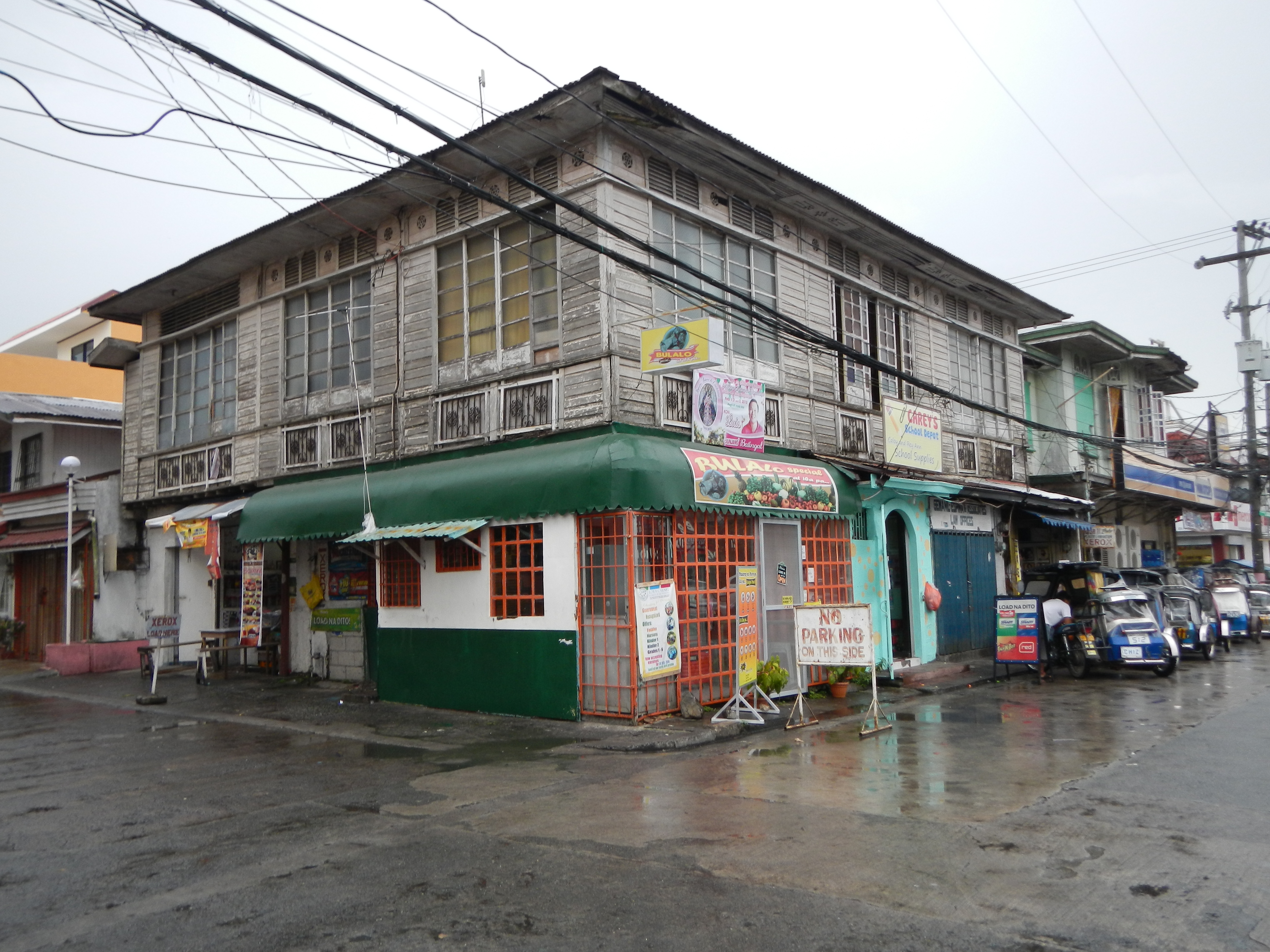
시내
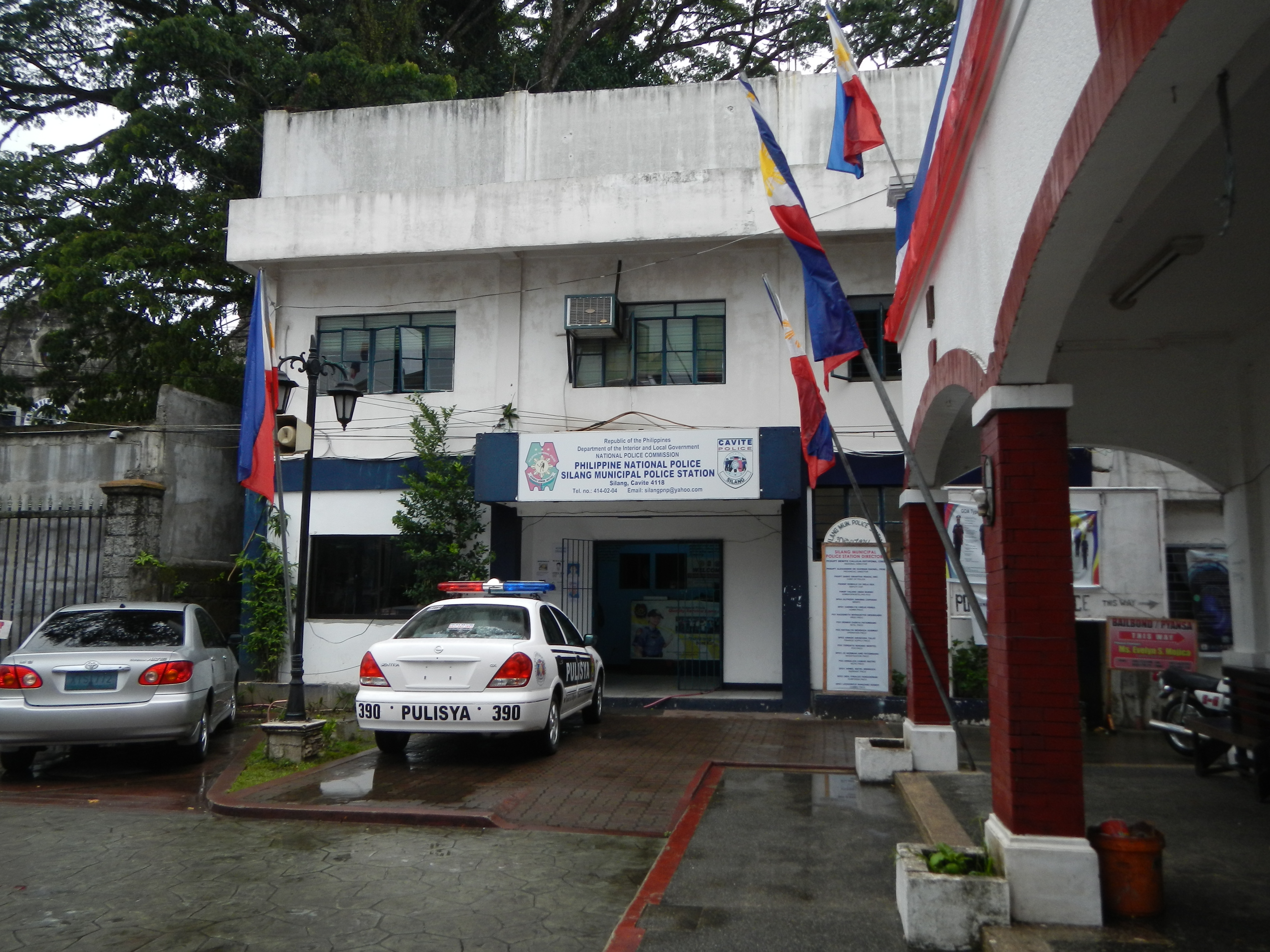
PNP
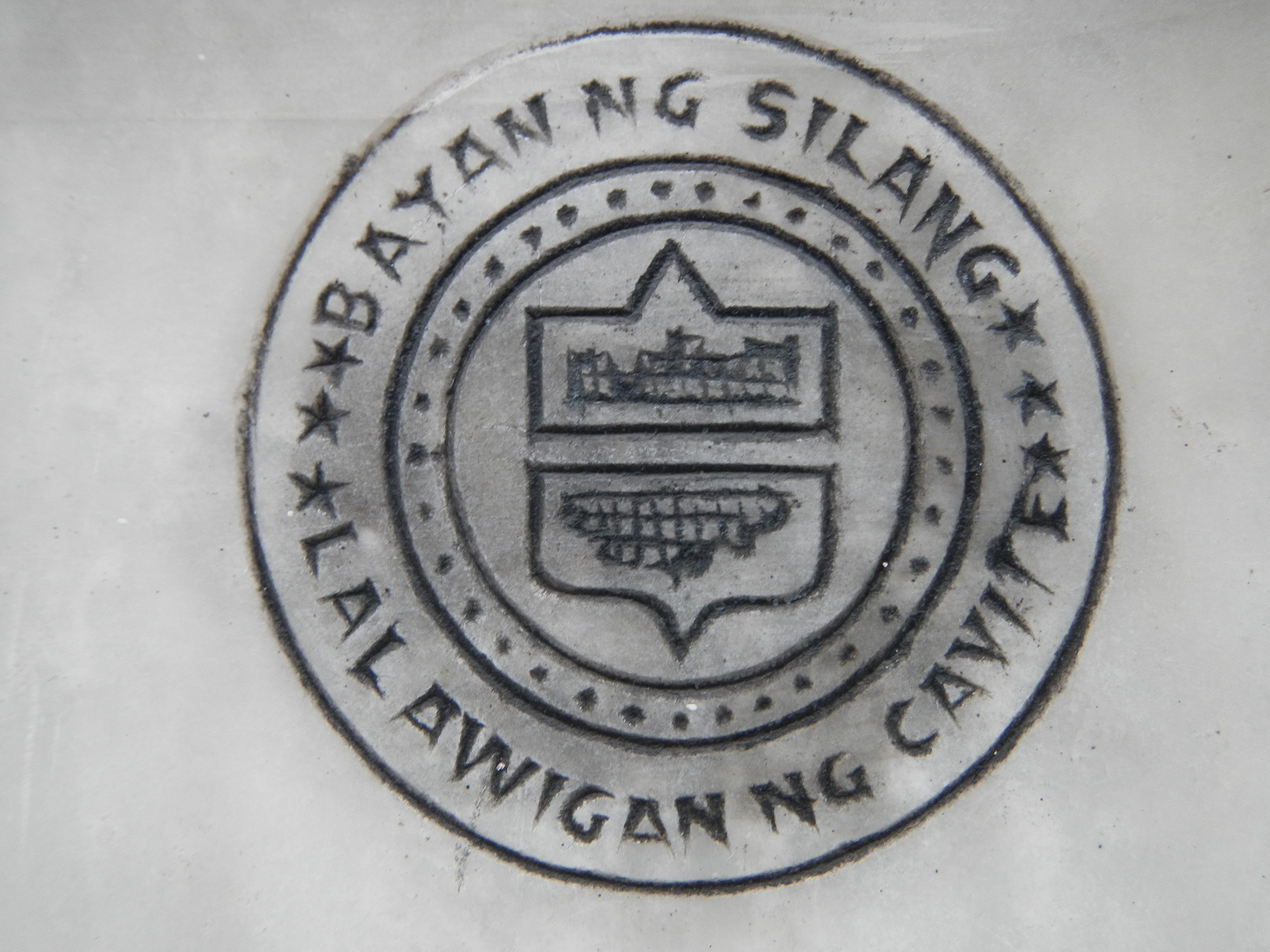
공식 휘장의 다른 유형